# Synagoge (Hobart)

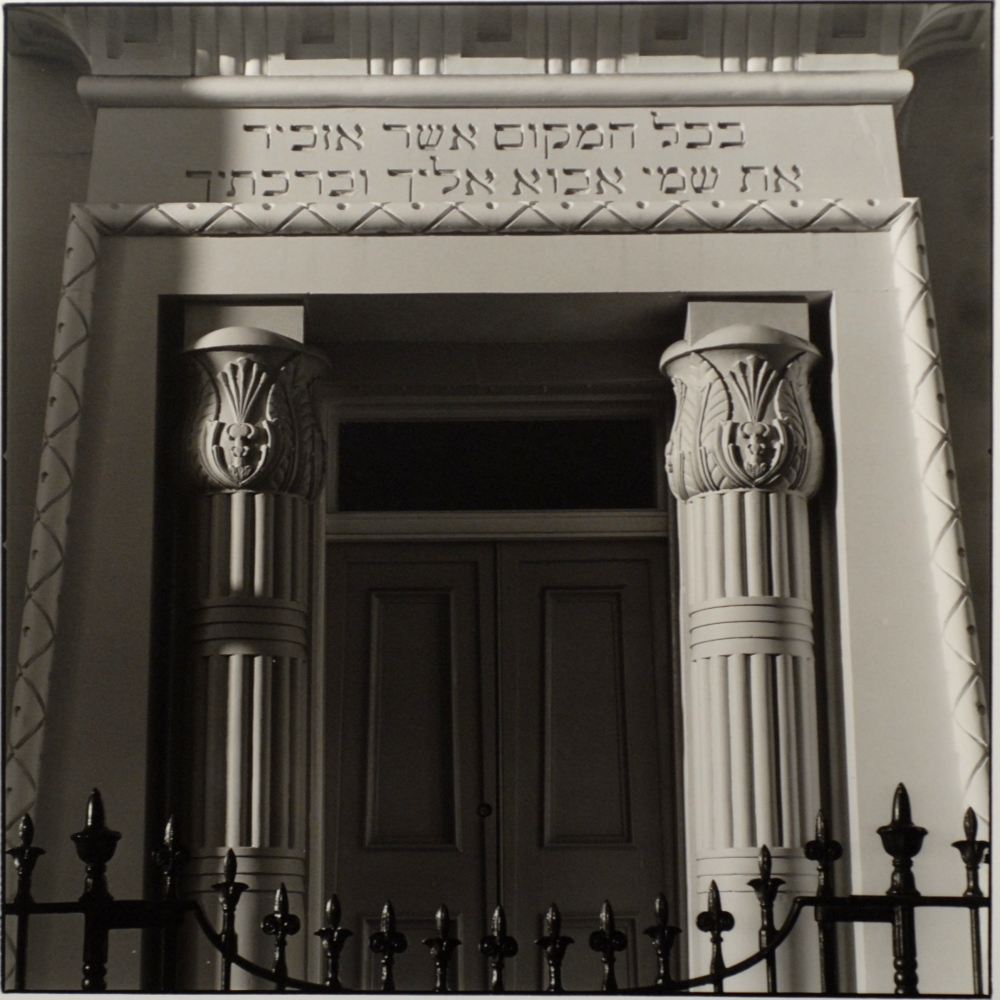
Haupteingang

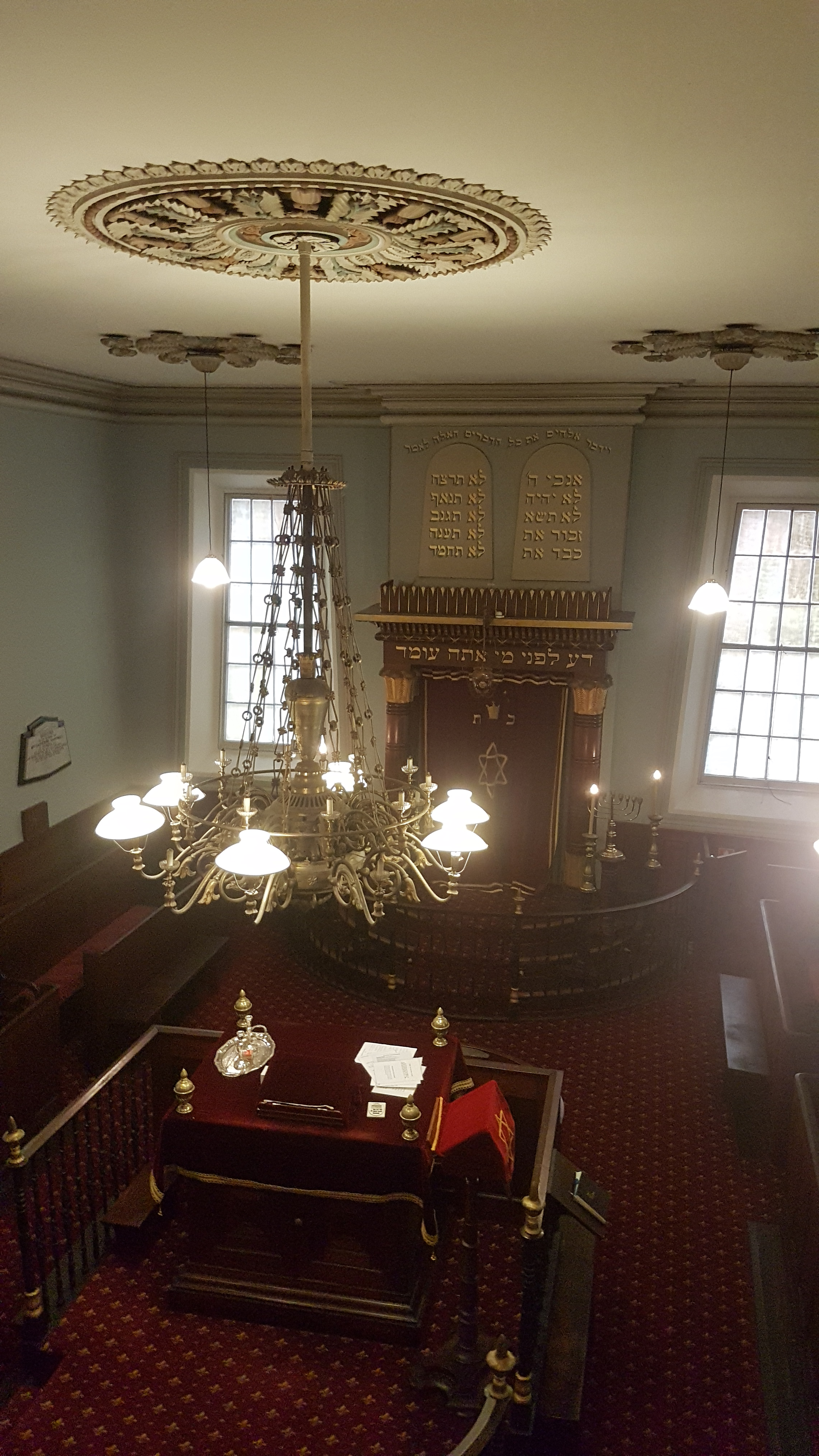
Der Innenraum mit Toraschrein, Parochet und Ner Tamid, vorne die Bima.

Die Synagoge in Hobart ist das älteste erhaltene Synagogengebäude in Australien.

## Geschichte
Bevor die Synagoge errichtet wurde, traf sich die Jüdische Gemeinde von Hobart in einem Privathaus zum Gottesdienst. 1845 wurde schließlich die Synagoge eingeweiht und ist seitdem in Nutzung. Heute werden dort sowohl orthodoxe als auch liberale („progressive“) Gottesdienste gehalten.

## Gebäude
Architekt des Synagogengebäudes war James Thomson, der als deportierter Strafgefangener 1825 nach Hobart gekommen war, zunächst als technischer Zeichner arbeitete und nach seiner Begnadigung 1835 als Architekt arbeitete. Da es im damaligen Van-Diemens-Land in den 1840er Jahren kaum Architekten gab, war James Thomson einer der erfahrensten in der Kolonie.
Das Gebäude wurde in Neo-Ägyptischem Stil errichtet und gilt heute als das herausragendste Beispiel dieser Stilform in Australien. Das zeigt sich vor allem an der Fassade, die im Traufbereich, über den Fenstern und über der Eingangstür mit Hohlkehlen dekoriert ist, an den im Eingangsportal eingestellten Säulen mit Kapitellen in der Form geschlossener Lotosblüten und Fenstern, die sich nach oben verengen. Die Inschrift über dem Portal ist ein Zitat aus dem 2. Buch Moses: Ex 20,24 .
| בכל המקום אשר אזכיר את שמי אבוא אליך וברכתיך׃ | An jedem Ort, an dem ich meinem Namen ein Gedächtnis stifte, will ich zu dir kommen und dich segnen. |

Herausragende Ausstattungsstücke sind eine Weiheinschrift von Königin Victoria (1819–1901), später ergänzt durch den Fürsten von Wales, den späteren Eduard VII. und dessen Frau, Alexandra von Dänemark, und ein großer Messingleuchter, der zwei Mal umgebaut wurde: Zunächst wurde er mit Tran betrieben, dann auf Leuchtgas umgerüstet und schließlich elektrifiziert. Bemerkenswert sind auch die Zedernholzbänke am Westende des Raumes: Sie waren für die deportierten Strafgefangenen reserviert.

## Denkmalstatus
Die Synagoge ist unter der Nummer 2.150 in das Denkmalregister von Tasmanien eingetragen.